# Іван Федор
Іван Федор (словац. Ivan Fedor; нар. 26 листопада 1980, м. Кошиці, ЧССР) — словацький хокеїст, воротар. Виступає за ХК «05 Банська Бистриця» у Словацькій Екстралізі.

## Життєпис
Вихованець хокейної школи ХК «Кошиці». Виступав за ХК «Кошиці», ХК «Попрад», ХК «Пряшів», ХК «Требішов», «Партизан» (Белград), МХК «Прєвідза», ХК «Нітра», ХК «Меркуря-Чук», ХК «Брезно».
Чемпіон Сербії (2007). Бронзовий призер чемпіонату Словаччини (2011).